# Botswana Open
Het Botswana Open is een golftoernooi in Botswana, dat van 1995 tot 2005 deel uitmaakte van de Southern Africa Tour, dat in 2000 vernoemd werd tot de Sunshine Tour, als het FNB Botswana Open.
Voor 1995 en na 2005 wordt het toernooi alleen georganiseerd voor de Botswaanse golfers.
In Botswana is er over heel het land slechts zes golfclubs waarvan twee een 18-holes golfbaan hebben: de Gaborone Golf Club, in Gaborone, en de Phakalane Golf Club, in Phakalane, een dorp ten noordoosten van Gaborone. Het toernooi vindt meestal plaats op de Gaborone Golf Club, omdat de Phakalane Golf Club pas in 2002 werd opgericht.
Het toernooi wordt afgewerkt in drie speelronden (54-holes) en de par van elke ronde is bij de Gaborone Golf Club 71 en de Phakalane Golf Club 72.

## Winnaars FNB Botswana Open
| Jaar | Baan                | Locatie       | Winnaar           | Score         |               |
| ---- | ------------------- | ------------- | ----------------- | ------------- | ------------- |
| 1995 | Gaborone Golf Club  | Gaborone      | Steve van Vuuren  | 198 (–15)     | [ 1 ]         |
| 1996 | Gaborone Golf Club  | Gaborone      | Des Terblanche    | 200 (–13)     | [ 2 ]         |
| 1997 | Gaborone Golf Club  | Gaborone      | Nasho Kamungeremu | 205 (–8)      | [ 3 ]         |
| 1998 | Gaborone Golf Club  | Gaborone      | Justin Hobday     | 201 (–12)po   | [ 4 ]         |
| 1999 | Geen toernooi       | Geen toernooi | Geen toernooi     | Geen toernooi | Geen toernooi |
| 2000 | Gaborone Golf Club  | Gaborone      | Richard Kaplan    | 203 (–10)     | [ 5 ]         |
| 2001 | Gaborone Golf Club  | Gaborone      | Marc Cayeux       | 197 (–16)     | [ 6 ]         |
| 2002 | Gaborone Golf Club  | Gaborone      | Hendrik Buhrmann  | 194 (–19)     | [ 7 ]         |
| 2003 | Phakalane Golf Club | Gaborone      | Trevor Fisher Jr. | 201 (–15)     | [ 8 ]         |
| 2004 | Gaborone Golf Club  | Gaborone      | Barry Painting    | 195 (–18)     | [ 9 ]         |
| 2005 | Phakalane Golf Club | Gaborone      | Nico van Rensburg | 201 (–15)     | [ 10 ]        |

### Play-offs
- In 1998 won Justin Hobday de play-off van Richard Kaplan

Amatola Sun Classic · Atlantic Beach Classic · Bell's Player Championship · Bloemfontein Classic · Botswana Open · Bushveld Classic · Canon Classic · Coca-Cola Charity Championship · Cock of the North · Devonvale Classic · Emfuleni Classic · Eskom Power Cup · General Motors Open · Goldfields Powerade Classic · Goodyear Classic · Graceland Challenge · Highveld Classic · ICL International · Iscor Newcastle Classic · Kalahari Classic · Limpopo Classic · Lombard Tyres Classic · Mafunyane Trophy · Mercedes Benz Golf Challenge · Mount Edgecombe Trophy · Namibië Open · Namibia PGA Championship · Nashua Wild Coast Sun Challenge · Natal Open · Nelson Mandela Invitational · Northern Cape Classic · Observatory Classic · Palabora Classic · Parmalat Classic · Radio Algoa Challenge · Randfontein Classic · Rhodesian Masters · Riviera Resort Classic · Royal Swazi Sun Classic · Seekers Travel Pro-Am · South African Masters · South African Match Play Championship · South African Pro-Am Invitational · Spoornet Classic · Sun Coast Classic · Transvaal Open · Vodacom Golf Championship · Vodacom Open · Vodacom Players Championship · Vodacom Series · Vodacom Trophy · Western Cape Classic · Western Province Open